# Вскрыша
Вскры́ша — пустая порода, покрывающая залежи полезного ископаемого и вынимаемая при его добыче открытым способом. Процесс удаления вскрыши для обеспечения добычи полезного ископаемого называется вскрышные работы.
Объём вскрыши определяет целесообразность добычи полезного ископаемого открытым способом. Критерием выбора является коэффициент вскрыши — отношение объёма вскрыши к объёму полезного ископаемого.
В зависимости от крепости горных пород, из которых состоит вскрыша её вынимают с помощью буровзрывных работ или без них.
Вынутая в процессе открытых горных пород вскрыша размещается в отвалах. Если позволяют горно-геологические условия, породы вскрыши размещаются в выработанное карьерное пространство.
Если горные породы вскрыши пригодны к использованию в качестве строительного минерального сырья (например, щебень, глины, пески, известняки, мел и другие), то они перерабатываются (дробление, грохочение, сортировка и т. д.) и используются по назначению.

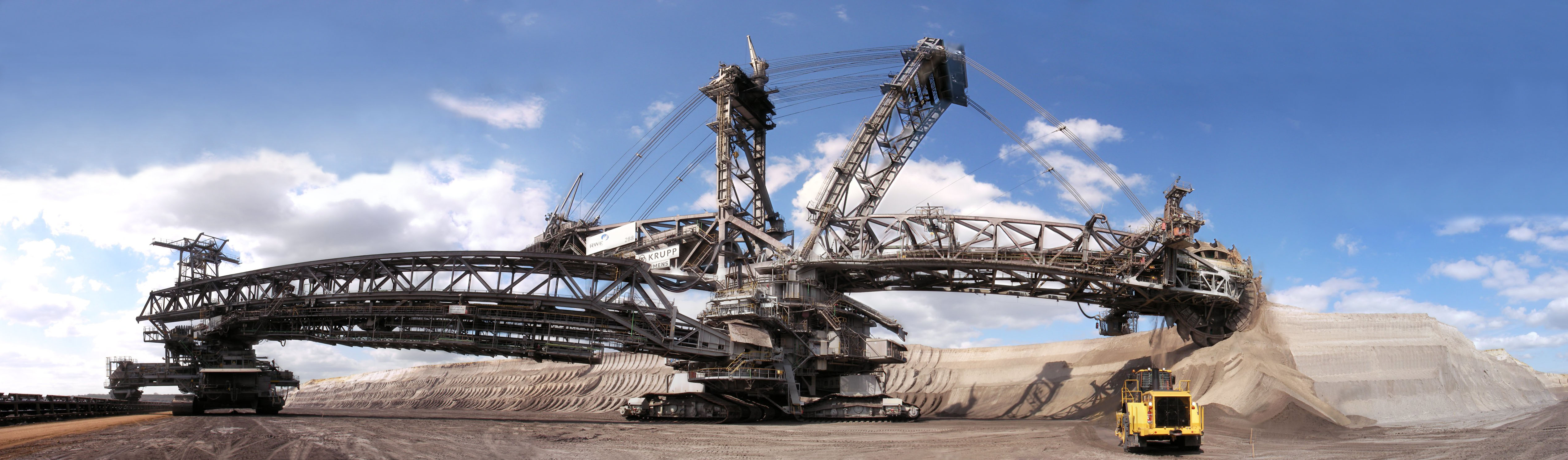
Роторный экскаватор Bagger 288 на вскрыше в буроугольном карьере Гарцвайлер, Германия

При транспортировке вскрыши к месту складирования (в отвал) применяются различные виды транспорта: автомобильный, железнодорожный, конвейерный. Иногда, если позволяют горно-геологические условия, применяется бестранспортная схема с размещением вскрыши экскаватором в выработанное пространство карьера.